# Cornaux
Cornaux (en alemán Curnau) es una comuna del cantón de Neuchâtel, en el distrito de Neuchâtel, en Suiza. Limita al norte con la comuna de Cressier, al este con Gals (BE), al sur con La Tène, y al oeste con Saint-Blaise.
Las principales industrias de la ciudad son una refinería, una cementera, además de la actividad económica proveniente de los viñedos.

## Demografía
En la siguiente tabla se muestra la evolución de la población histórica de la comuna: